# Aeroportul Chennault
Aeroportul Chennault (IATA: CWF, ICAO: KCWF, FAA LID: CWF) este un aeroport din Parohia Calcasieu, Louisiana, Louisiana, Statele Unite ale Americii ce deservește zona Lake Charles⁠(d). Aeroportul a fost tranzitat în 2019 de 442 de pasageri.
Situat la o altitudine de 5 m, aeroportul dispune de 1 pistă.

## Infrastructură

### Piste
Aeroportul dispune de o singură pistă. Pista 15/33 are suprafața de beton și dimensiunile 10.702 picioare × 200 picioare. 